# Ик (приток Камы)
Ик (баш. Ыҡ, тат. Ык) — река в Башкортостане, Татарстане и Оренбургской области, левый приток Камы.

## География

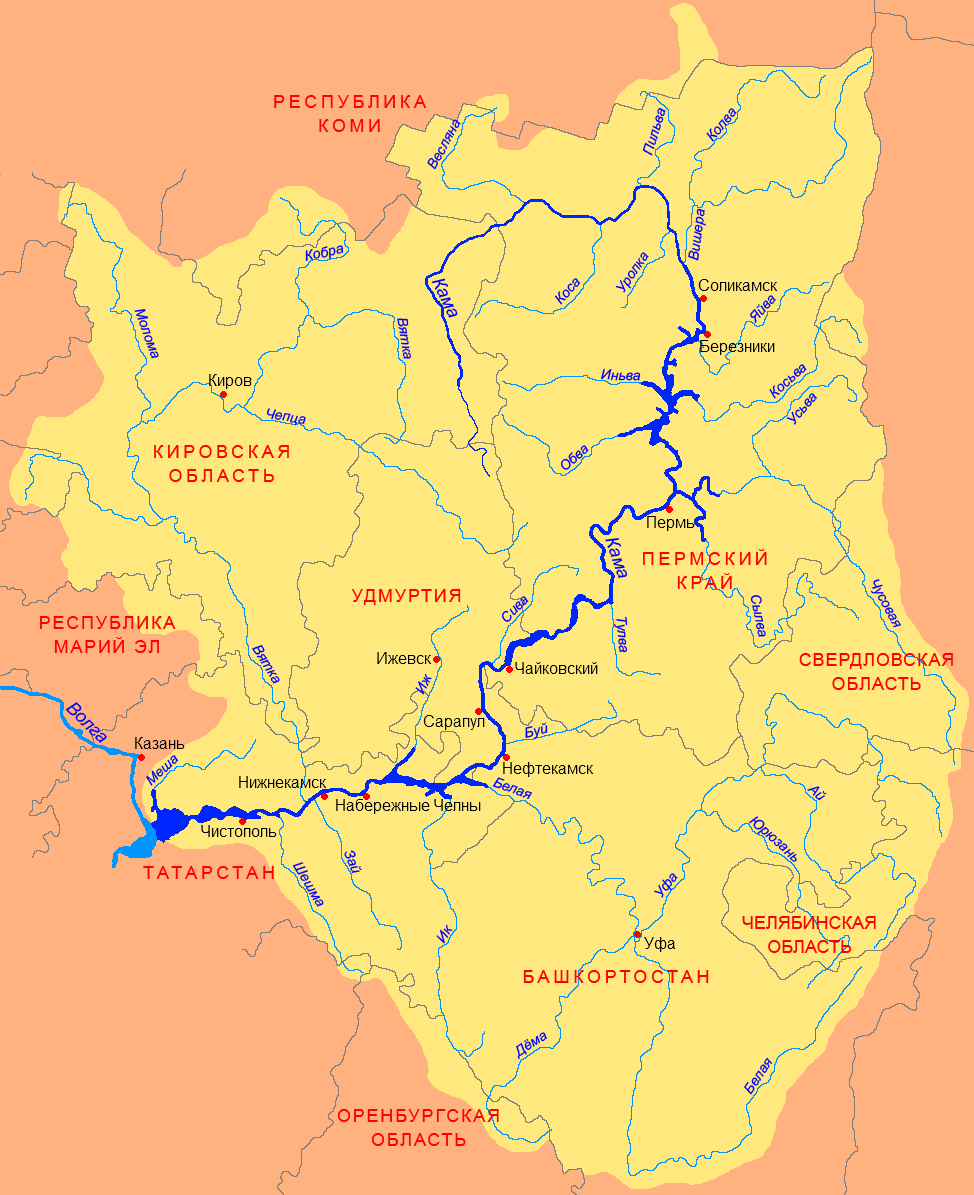
Бассейн Камы

Длина реки составляет 436 км, площадь водосборного бассейна — 14 990 км². Протекает в основном в пределах Бугульминско-Белебеевской возвышенности.
Исток Ика находится у деревни Ик-Вершина в Белебеевском районе Башкирии. Высота истока — 338 м над уровнем моря. Впадает в Нижнекамское водохранилище на высоте 62,5 м над уровнем моря. у села Бикбулово Мензелинского района Татарстана. До образования водохранилища Ик впадал в Каму примерно в 60 км к северо-западу от этого места — напротив села Икское Устье в Менделеевском районе Татарстана.
Главные притоки: слева — Дымка, Мелля, Мензеля; справа — Усень.
В Татарстане река Ик и его притоки Стярле, Ютаза, Дымка являются памятниками природы регионального значения.

### Притоки
Указано расстояние от старого устья Ика, в скобках указана длина притоков в километрах.
- 135 км пр: Базяна
- 157 км лв: Комышла
- 170 км пр: Мушуга
- 191 км лв: Суранчажка
- 218 км лв: Мелля (72)
- 223 км пр: Варяш
- 228 км пр: Казанчинка
- 243 км лв: Шуганка
- 260 км лв: Наратлы
- 270 км лв: Курайелга
- 273 км лв: Сухояш
- 282 км лв: Ташлыкуль
- 303 км лв: Учалы
- 311 км лв: Стярле (54)
- 321 км лв: Кургушля
- 340 км лв: Байряки
- 342 км пр: Усень (147)
- 377 км лв: Ютаза (46)
- 381 км лв: Дымка (86)
- 388 км пр: Каинлыкуль
- 402 км лв: Бавлы
- 409 км пр: Уязытамак
- 414 км лв: Тумбарлинка
- 424 км пр: Кидаш (52)
- 427 км лв: Урус
- 438 км лв: Булак
- 440 км лв: Кандыз (65)
- 454 км лв: Верхний Кандыз (61)
- 458 км пр: Ря (57)
- 470 км лв: Родниковка
- 477 км пр: Кармалка
- 478 км лв: Суммеля
- 492 км пр: Тавашла
- 498 км пр: Тарказы
- 503 км лв: Чемизла
- 510 км лв: Тирис (46)
- 525 км пр: Талдыбулак
- 529 км лв: Сарайгир
- 548 км лв: Кармалка

## Этимология названия
Речное название Ик неоднократно встречается на Урале и в Западной Сибири, две реки Иква есть на Украине. По одной из версий, топонимы могут иметь монгольское происхождение (монгольское их, калмыцкое ик — «большой, великий»). Существуют также тюркская и финно-угорская версии.

### Административные границы
На протяжении почти 250 км по реке проходит граница между Башкортостаном с одной стороны — и Оренбургской областью и Татарстаном с другой стороны. Ик протекает по территории следующих районов:
Башкортостан: Бакалинский, Белебеевский, Бижбулякский, Ермекеевский, Туймазинский, Шаранский районы, Городской округ город Октябрьский.
Татарстан: Азнакаевский, Актанышский, Бавлинский, Мензелинский, Муслюмовский, Ютазинский районы.
Оренбургская область: Абдулинский район.

### Населённые пункты
Крупнейшие населённые пункты на реке (население более 1 тыс. чел.): город Октябрьский, посёлок Уруссу, сёла Муслюмово, Тумутук, Кзыл-Яр, Ильчимбетово.

## Характеристика
Водное питание Ика имеет смешанный характер, преобладает снеговое, а в летнюю межень — подземное. Средний расход воды составляет 45,6 м³/с, среднегодовой расход воды у села Нагайбаково — 45,7 м³/с.
Русло Ика извилистое, меандрирующее, густота речной сети бассейна 0,46 км/км². Рельеф возвышенный, с глубокими долинами.
Среднегодовые колебания уровня воды составляют 3,6 м (максимальное значение — 5,2 м). Средний многолетний слой стока в бассейне 97-140 мм. Среднегодовой сток наносов 240 тысяч тонн.
Замерзает во второй половине ноября. Ледостав устойчив, средняя продолжительность 140—150 дней. Весеннее половодье (средняя продолжительность 30-50 дней) начинается обычно в конце марта — начале апреля и характеризуется быстрым поднятием уровня воды и быстрым его спадом.
По химическому составу вода в реке в основном гидрокарбонатно-хлоридно-кальциевая, жёсткая (6-9 мг-экв/л) весной и очень жёсткая (9-20 мг-экв/л) зимой и летом. Общая минерализация 500—700 мг/л весной и 700—1200 мг/л зимой и летом, ниже устья реки Ютаза (в районе деревни Япрыково) — до 6000 мг/л.

## Хозяйственное значение
В районе города Октябрьский и села Тумутук построены плотины.
В бассейне реки крупные месторождения нефти, добыча ведётся во всех районах Татарстана в бассейне Ика, из-за чего река загрязняется стоками нефтедобычи и нефтепереработки.

## Интересные факты
Разница во времени между Татарстаном и Башкортостаном составляет 2 часа. Поэтому мост через Ик на границе республик возле города Октябрьский шутя называют самым длинным в мире.
Уженье рыбы на реке описано в классическом произведении С. Т. Аксакова «Детские годы Багрова-внука».